# Ásine

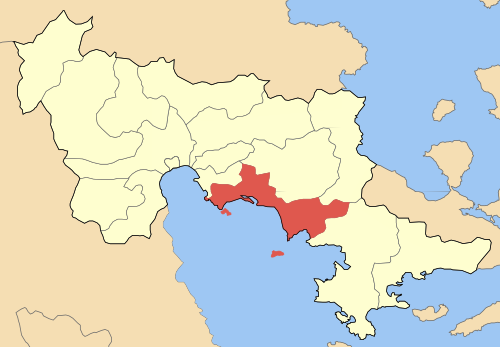

Ásine o Asini (en griego antiguo: Ἀσίνη, romanizado: Asínē, en griego: Ασίνη, romanizado: Asíni) es una localidad y una antigua ciudad de Argólida, en la Periferia de Peloponeso, Grecia. Como consecuencia del plan de reforma de Calícrates en vigor desde enero de 2011 forma parte del municipio de Nafplio, del cual es una unidad municipal. Según los datos del censo de población de 2001 tenía 6.177 habitantes. Está al sureste de dicho municipio, junto al moderno centro de Toló.

## Historia

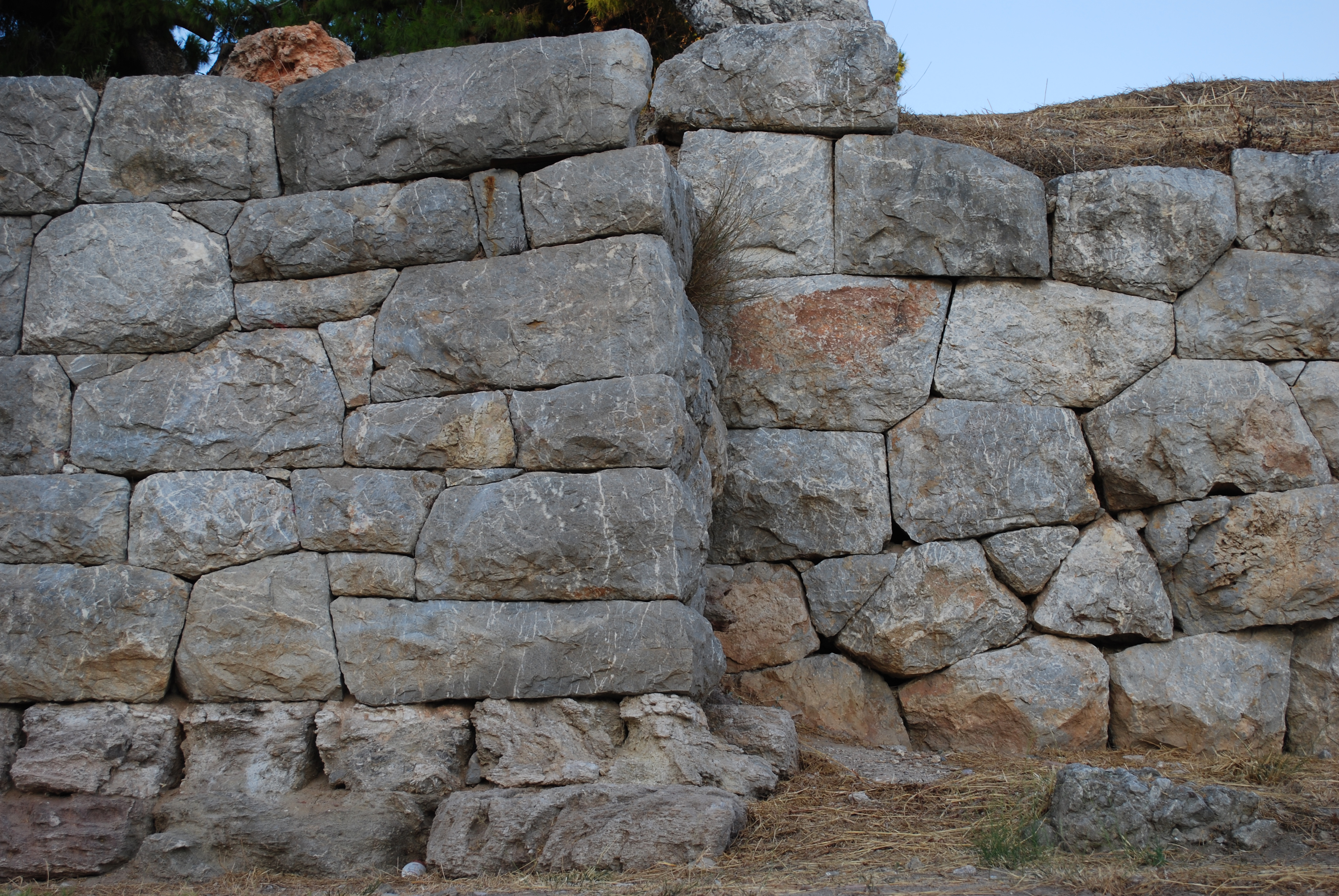
Ruinas de muros en Ásine.

Ásine fue una antigua ciudad griega de Argólida. Se hallaba a escasos kilómetros de Nauplia. Homero la menciona como parte del reino de Diomedes, rey de Argos.
Originariamente fue una ciudad dríope, que estuvo habitada desde el Heládico antiguo hasta el final del periodo geométrico. Luego fue abandonada y volvió a ser un lugar habitado en el periodo helenístico.

En 740 a. C., los argivos y su rey Erato emprendieron una expedición contra Ásine, le pusieron sitio y tras una corta resistencia de los asediados, destruyeron la ciudad hasta sus cimientos, porque sus ciudadanos habían ayudado a los espartanos al mando de su rey Nicandro en su guerra contra Argos, y devastado su territorio. Después de la destrucción, los argivos se anexionaron el territorio de Ásine, sus ciudadanos la abandonaron y se establecieron en la ciudad de Ásine en Mesenia, en la tierra que les fue dada por los espartanos. Esta guerra, relatada solo por Pausanias, se ha fechado aproximadamente, sobre la base de la arqueología, en la segunda mitad del siglo VIII a. C. Fue reducida al estatus de aldea (kome).
Hacia el año 300 a. C., los macedonios construyeron fortificaciones. La posición estratégica del lugar, destacada durante toda su historia, provocó que también el lugar fuera fortificado por las tropas italianas durante la Segunda Guerra Mundial.

## Excavaciones

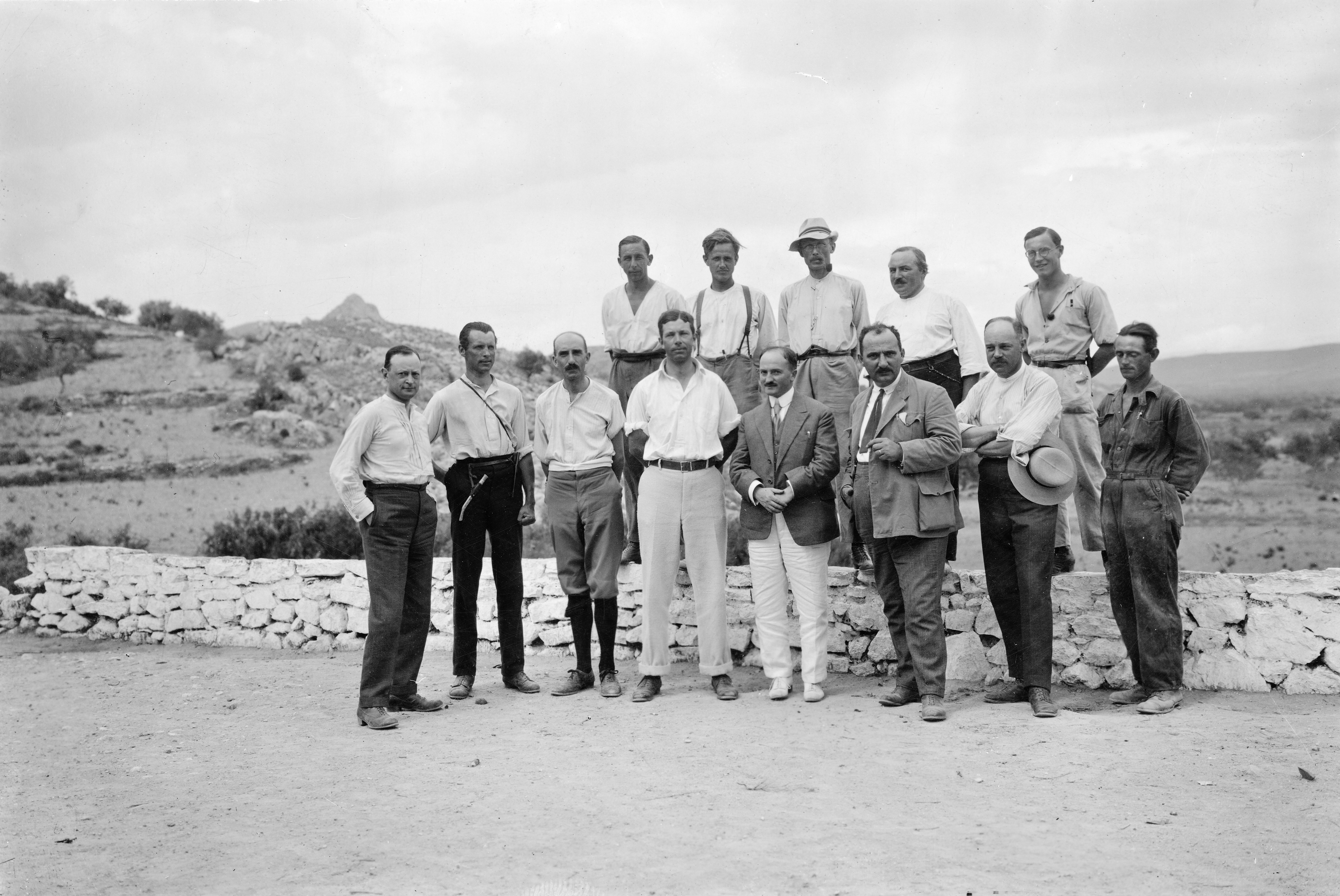
Arqueólogos suecos en 1922.

Su localización fue descubierta por los arqueólogos suecos Otto Frödin y Axel W. Persson, en torno a una acrópolis situada junto a la costa, cerca de la actual Toló, y en otra colina situada al oeste llamada Barbuna. Las excavaciones arqueológicas llevadas a cabo desde 1922, con la participación del entonces príncipe heredero Gustavo Adolfo de Suecia, han hallado la acrópolis rodeada de muros que fueron construidos en el periodo helenístico y reconstruidos en el periodo bizantino. Por otra parte, en la colina de Barbuna, se han hallado restos de muros del periodo geométrico tardío además de una necrópolis micénica, y otra del periodo geométrico. Las excavaciones han sido llevadas a cabo en la década de 1920 y luego a partir de 1970 casi ininterrumpidamente por el Instituto Sueco de Atenas junto con el Servicio Arqueológico de Grecia.

## Personas destacadas
- Teodoro de Ásine, un filósofo neoplatónico del siglo IV a. C.